# Bahnstrecke Fürstenwalde–Beeskow
| Streckennummer (DB): | 6521                   |                                                                     |                                                                     |
| Kursbuchstrecke (DB): | 209.35                 |                                                                     |                                                                     |
| Kursbuchstrecke: | 94m (1934) 107d (1946) |                                                                     |                                                                     |
| Streckenlänge: | 41,2 km                |                                                                     |                                                                     |
| Spurweite: | 1435 mm (Normalspur)   |                                                                     |                                                                     |
| Maximale Neigung: | 1 ‰                    |                                                                     |                                                                     |
| Streckengeschwindigkeit: | 80 km/h                |                                                                     |                                                                     |
| |                        |                                                                     |                                                                     |
| \| \| \| von Berlin \| \| \| \| 0,0 \| Fürstenwalde (Spree) \| Fürstenwalde (Spree) \| \| \| \| nach Müncheberg \| \| \| \| 2,7 \| Buschgarten \| Buschgarten \| \| \| \| nach Frankfurt (Oder) \| \| \| \| \| Anschlussgleis Futtermittelwerk \| \| \| \| \| Spree \| \| \| \| 5,7 \| Fürstenwalde (Spree) Süd \| Fürstenwalde (Spree) Süd \| \| \| \| A 12 \| \| \| \| 6,5 \| Ketschendorf \| Ketschendorf \| \| \| 8,9 \| Petersdorf Seebad \| Petersdorf Seebad \| \| \| 10,30,0 \| Petersdorf \| Petersdorf \| \| \| \| \| \| \| \| 2,5 \| Bad Saarow Kurhaus \| Bad Saarow Kurhaus \| \| \| 3,2 \| Bad Saarow West \| Bad Saarow West \| \| \| 4,7 \| Bad Saarow Alte Eichen \| Bad Saarow Alte Eichen \| \| \| 6,7 \| Bad Saarow-Silberstrand \| Bad Saarow-Silberstrand \| \| \| 7,6 \| Bad Saarow-Silberberg \| Bad Saarow-Silberberg \| \| \| 8,2 \| Silberberg Waldschänke \| Silberberg Waldschänke \| \| \| 12,0 \| Bad Saarow früher Bad Saarow-Pieskow, Saarow Ost \| Bad Saarow früher Bad Saarow-Pieskow, Saarow Ost \| \| \| 12,684 \| Infrastrukturgrenze DB Netz / Scharmützelseebahn GmbH \| Infrastrukturgrenze DB Netz / Scharmützelseebahn GmbH \| \| \| 12,9 \| Bad Saarow Klinikum (seit 2011) \| Bad Saarow Klinikum (seit 2011) \| \| \| 14,4 \| Bad Saarow-Pieskow früher: Pieskow, bis 2006 Bad Saarow-Pieskow Süd \| Bad Saarow-Pieskow früher: Pieskow, bis 2006 Bad Saarow-Pieskow Süd \| \| \| 19,0 \| Wilmersdorf (Kr Beeskow) früher: Lamitsch-Wilmersdorf \| Wilmersdorf (Kr Beeskow) früher: Lamitsch-Wilmersdorf \| \| \| 20,4 \| Pfaffendorf \| Pfaffendorf \| \| \| \| B 168 \| \| \| \| 24,1 \| Görzig \| Görzig \| \| \| 26,7 \| Groß Rietz \| Groß Rietz \| \| \| \| B 168 \| \| \| \| \| B 87 \| \| \| \| 30,4 \| Beeskow Nord früher: Neuendorf (b Beeskow) \| Beeskow Nord früher: Neuendorf (b Beeskow) \| \| \| \| von Lübben, von Königs Wusterhausen \| \| \| \| 33,0 \| Beeskow \| Beeskow \| \| \| \| nach Grunow \| \| |                        |                                                                     |                                                                     |
| Strecke |                        | von Berlin                                                          | von Berlin                                                          |
| Bahnhof | 0,0                    | Fürstenwalde (Spree)                                                | Fürstenwalde (Spree)                                                |
| Abzweig geradeaus und nach links · Abzweig ehemals quer und von rechts |                        | nach Müncheberg                                                     | nach Müncheberg                                                     |
| Strecke · ehemaliger Haltepunkt / Haltestelle | 2,7                    | Buschgarten                                                         | Buschgarten                                                         |
| Strecke nach links · Kreuzung geradeaus oben |                        | nach Frankfurt (Oder)                                               | nach Frankfurt (Oder)                                               |
| Abzweig geradeaus und ehemals nach rechts |                        | Anschlussgleis Futtermittelwerk                                     | Anschlussgleis Futtermittelwerk                                     |
| Brücke über Wasserlauf |                        | Spree                                                               | Spree                                                               |
| Haltepunkt / Haltestelle | 5,7                    | Fürstenwalde (Spree) Süd                                            | Fürstenwalde (Spree) Süd                                            |
| Strecke mit Straßenbrücke |                        | A 12                                                                | A 12                                                                |
| ehemaliger Haltepunkt / Haltestelle | 6,5                    | Ketschendorf                                                        | Ketschendorf                                                        |
| ehemaliger Haltepunkt / Haltestelle | 8,9                    | Petersdorf Seebad                                                   | Petersdorf Seebad                                                   |
| ehemaliger Bahnhof | 10,30,0                | Petersdorf                                                          | Petersdorf                                                          |
| Strecke von links (außer Betrieb) · Abzweig geradeaus und ehemals nach rechts |                        |                                                                     |                                                                     |
| Haltepunkt / Haltestelle (Strecke außer Betrieb) · Strecke | 2,5                    | Bad Saarow Kurhaus                                                  | Bad Saarow Kurhaus                                                  |
| Bahnhof (Strecke außer Betrieb) · Strecke | 3,2                    | Bad Saarow West                                                     | Bad Saarow West                                                     |
| Haltepunkt / Haltestelle (Strecke außer Betrieb) · Strecke | 4,7                    | Bad Saarow Alte Eichen                                              | Bad Saarow Alte Eichen                                              |
| Haltepunkt / Haltestelle (Strecke außer Betrieb) · Strecke | 6,7                    | Bad Saarow-Silberstrand                                             | Bad Saarow-Silberstrand                                             |
| Bahnhof (Strecke außer Betrieb) · Strecke | 7,6                    | Bad Saarow-Silberberg                                               | Bad Saarow-Silberberg                                               |
| Haltepunkt / Haltestelle Streckenende (Strecke außer Betrieb) · Strecke | 8,2                    | Silberberg Waldschänke                                              | Silberberg Waldschänke                                              |
| Bahnhof | 12,0                   | Bad Saarow früher Bad Saarow-Pieskow, Saarow Ost                    | Bad Saarow früher Bad Saarow-Pieskow, Saarow Ost                    |
| Wechsel des Eisenbahninfrastrukturunternehmens | 12,684                 | Infrastrukturgrenze DB Netz / Scharmützelseebahn GmbH               | Infrastrukturgrenze DB Netz / Scharmützelseebahn GmbH               |
| Haltepunkt / Haltestelle | 12,9                   | Bad Saarow Klinikum (seit 2011)                                     | Bad Saarow Klinikum (seit 2011)                                     |
| Haltepunkt / Haltestelle Strecke ab hier außer Betrieb | 14,4                   | Bad Saarow-Pieskow früher: Pieskow, bis 2006 Bad Saarow-Pieskow Süd | Bad Saarow-Pieskow früher: Pieskow, bis 2006 Bad Saarow-Pieskow Süd |
| Haltepunkt / Haltestelle (Strecke außer Betrieb) | 19,0                   | Wilmersdorf (Kr Beeskow) früher: Lamitsch-Wilmersdorf               | Wilmersdorf (Kr Beeskow) früher: Lamitsch-Wilmersdorf               |
| Bahnhof (Strecke außer Betrieb) | 20,4                   | Pfaffendorf                                                         | Pfaffendorf                                                         |
| Strecke mit Straßenbrücke (Strecke außer Betrieb) |                        | B 168                                                               | B 168                                                               |
| Haltepunkt / Haltestelle (Strecke außer Betrieb) | 24,1                   | Görzig                                                              | Görzig                                                              |
| Haltepunkt / Haltestelle (Strecke außer Betrieb) | 26,7                   | Groß Rietz                                                          | Groß Rietz                                                          |
| Bahnübergang (Strecke außer Betrieb) |                        | B 168                                                               | B 168                                                               |
| Strecke mit Straßenbrücke (Strecke außer Betrieb) |                        | B 87                                                                | B 87                                                                |
| Haltepunkt / Haltestelle (Strecke außer Betrieb) | 30,4                   | Beeskow Nord früher: Neuendorf (b Beeskow)                          | Beeskow Nord früher: Neuendorf (b Beeskow)                          |
| Abzweig ehemals quer und nach links · Abzweig ehemals geradeaus und von rechts |                        | von Lübben, von Königs Wusterhausen                                 | von Lübben, von Königs Wusterhausen                                 |
| Bahnhof | 33,0                   | Beeskow                                                             | Beeskow                                                             |
| Strecke |                        | nach Grunow                                                         | nach Grunow                                                         |

Die 1911 eröffnete Bahnstrecke Fürstenwalde–Beeskow, auch „Scharmützelseebahn“ genannt, verband die beiden östlich von Berlin gelegenen Städte. Bis 1945 war sie als Kreisbahn Beeskow–Fürstenwalde ein Eigenbetrieb des früheren Kreises Beeskow-Storkow. Zu ihr gehörte auch ein Abzweig von Petersdorf nach Saarow-Silberberg. Die Strecke ist heute nur noch von Fürstenwalde/Spree aus bis zum Bad Saarower Ortsteil Pieskow in Betrieb.

## Geschichte

### Die ersten Betriebsjahre
Die Strecke führte ab 3. Juni 1911 von Fürstenwalde – an der Staatsbahnstrecke Berlin–Frankfurt (Oder) gelegen – nach Überqueren des Oder-Spree-Kanals in südlicher Richtung zum Scharmützelsee. Sie endete baubedingt zunächst in Pieskow, am 20. Dezember 1911 folgte der südöstliche Abschnitt bis zur Kreisstadt Beeskow an der Bahnstrecke Frankfurt (Oder)–Königs Wusterhausen. Die normalspurige Kleinbahnstrecke war 33 Kilometer lang.
Gleichzeitig war eine Zweigbahn eröffnet worden, die von Petersdorf dem Westufer des Scharmützelsees bis Saarow West folgte. Von dort ging es ab dem 1. Mai 1921 noch bis Silberberg Waldschänke weiter. Diese acht Kilometer lange Nebenstrecke, die vornehmlich touristischen Zwecken diente, wurde im Januar 1945 zerstört und nicht wieder in Betrieb genommen.
Die Betriebsführung der Bahn hatte der Provinzialverband der Provinz Brandenburg. Bei Betriebsaufnahme waren vier dreiachsige Dampflokomotiven von Orenstein & Koppel vorhanden, außerdem sechs Personenwagen, zwei Gepäck-/Postwagen und zwölf Güterwagen.
Der Personenverkehr ließ sich gut an, 1914 wurden 205.834 Personen befördert. Der Güterverkehr war eher gering: 1914 wurden 22.368 t Güter transportiert. Der Fahrplan 1914 sah werktags vier Zugpaare über die ganze Strecke und vier Zugpaare zwischen Fürstenwalde und Pieskow vor, nach Saarow West fuhren zusätzlich zwei Zugpaare von Fürstenwalde.
Unabhängig von der Kreisbahn hatte der Landkreis Beeskow-Storkow seit 1. Oktober 1928 einen Kraftverkehr als weiteren Eigenbetrieb unterhalten. Seine drei Omnibuslinien fuhren teilweise parallel zur Kreisbahn.

### Nach dem Zweiten Weltkrieg
Nach dem Zweiten Weltkrieg ging die Verfügungsgewalt über die Bahn vom Kreis zunächst auf das Land Brandenburg über. Die Strecke wurde 1949 wie alle bis dahin vom Landesverkehrsamt Brandenburg betriebenen Bahnen 1949 in die Deutsche Reichsbahn eingegliedert.
Zwischen 1959 und 1963 war der Zugverkehr wegen des schlechten Oberbauzustandes eingestellt.

### Entwicklung nach 1990
Zum 31. Dezember 1993 wurde der Güterverkehr auf der Strecke eingestellt. Die Stationen Pfaffendorf, Wilmersdorf und Beeskow Nord wurden 1994 geschlossen. Nachdem sich das Angebot im Personenverkehr jahrzehntelang auf etwa fünf oder sechs Zugpaare am Tag beschränkt hatte, wurde 1995 ein durchgehender Zweistundentakt eingeführt. Allerdings verschlechterte sich der Streckenzustand im Laufe der Zeit, so dass der Takt nicht mehr einzuhalten war. Deswegen wurde ab 1997 der Abschnitt Pfaffendorf–Beeskow im Schienenersatzverkehr mit Bussen befahren, nur der erste Zug am Tag aus und der letzte Zug nach Beeskow fuhren durch.
Ein Jahr später wurde die gesamte Strecke gesperrt und es fuhren nur noch Busse. Im Oktober 1999 wurde der Abschnitt Fürstenwalde–Bad Saarow-Pieskow nach Sanierung wieder eröffnet. Dieses Teilstück wird seitdem im Stundentakt befahren. Obwohl zunächst die Sanierung des restlichen Streckenabschnitts Bad Saarow-Pieskow–Beeskow angekündigt war, gab das Land Brandenburg 2006 bekannt, dass als Folge der Kürzung der Regionalisierungsmittel durch den Bund auf dessen Wiederinbetriebnahme verzichtet werden soll. Der Schienenersatzverkehr auf diesem Abschnitt wurde durch reguläre Busse ersetzt.
Nach der Sanierung des Abschnitts Fürstenwalde–Bad Saarow-Pieskow wurden die Züge zunächst von DB Regio gefahren. Vom 9. Dezember 2007 bis zum 13. Dezember 2014 führte die Ostdeutsche Eisenbahn den Personenverkehr auf dieser Linie durch, seit dem 14. Dezember 2014 die Niederbarnimer Eisenbahn. Seit 2007 werden Fahrzeuge des Typs Regio-Shuttle eingesetzt.
Am 18. April 2008 schrieb DB Netz den Abschnitt Bad Saarow-Pieskow–Beeskow zur Übernahme durch Dritte aus, alternativ sollte dieses Teilstück stillgelegt werden. Die Gesellschafter der Erlebnisbahn GmbH & Co. KG (Betreiber der mit Draisinen befahrenen Erlebnisbahn Zossen–Jüterbog) übernahmen den Streckenabschnitt mit der von ihnen zu diesem Zwecke gegründeten Scharmützelseebahn GmbH. Die Bahnverwaltungsgrenze liegt an Kilometer 12,684.
Auf einem 1100 Meter langen Abschnitt des von der Scharmützelseebahn GmbH übernommenen Streckenteils – von Bad Saarow bis zum neu errichteten Haltepunkt Bad Saarow Klinikum – findet seit dem 21. Oktober 2011 wieder Personenverkehr statt.
Die Scharmützelseebahn schrieb den Streckenabschnitt Bad Saarow-Pieskow Süd–Beeskow im November 2010 erneut zur Übernahme durch andere Eisenbahninfrastrukturunternehmen aus. Parallel wurde auf diesem Streckenabschnitt Anfang 2011 mit dem Abbau der Schienen begonnen, obwohl dieser Abschnitt zu diesem Zeitpunkt noch als Eisenbahnstrecke galt. Das Unternehmen gab an, es hätte einen touristischen Verkehr dort geplant, dieser hätte sich jedoch nicht rentiert. Die bei der Ausschreibung 2008 unterlegene Deutsche Regionaleisenbahn warf dem Unternehmen daraufhin „Rosinenpickerei“ vor. Nachdem es auch vom Land Brandenburg Proteste gegen den nicht genehmigten Gleisabbau gab, wurde er zunächst gestoppt. Am 17. November 2011 wurde der Abschnitt Bad Saarow-Pieskow Süd–Beeskow durch das Landesamt für Bauen und Verkehr des Landes Brandenburg nach § 23 AEG von Bahnbetriebszwecken freigestellt.
In Nordabschnitt gab es 2016 weitere Modernisierungsarbeiten, unter anderem den Neubau einer Brücke in Fürstenwalde. Durch die verkürzten Fahrtzeiten wurde auch eine Ausdehnung des Betriebs in den Ortsteil Pieskow wieder möglich, ohne dafür einen zusätzlichen Fahrzeugumlauf zu benötigen. Hierzu wurde die Strecke auf 1,3 Kilometer Länge vom Haltepunkt Bad Saarow Klinikum bis zum neuen Haltepunkt Bad Saarow-Pieskow an der Bahnhofstraße wieder aufgebaut. Die Gleisverlegearbeiten begannen im Januar 2021, der Verkehr wurde am 12. Dezember 2021 aufgenommen.
Eine Reaktivierung des südlichen Streckenabschnitts von Bad Saarow Süd bis Beeskow ist nicht in Aussicht.